# Diplonephra ditata
Diplonephra ditata là một loài bướm đêm trong họ Noctuidae.